# Hành quyết thông qua lao động

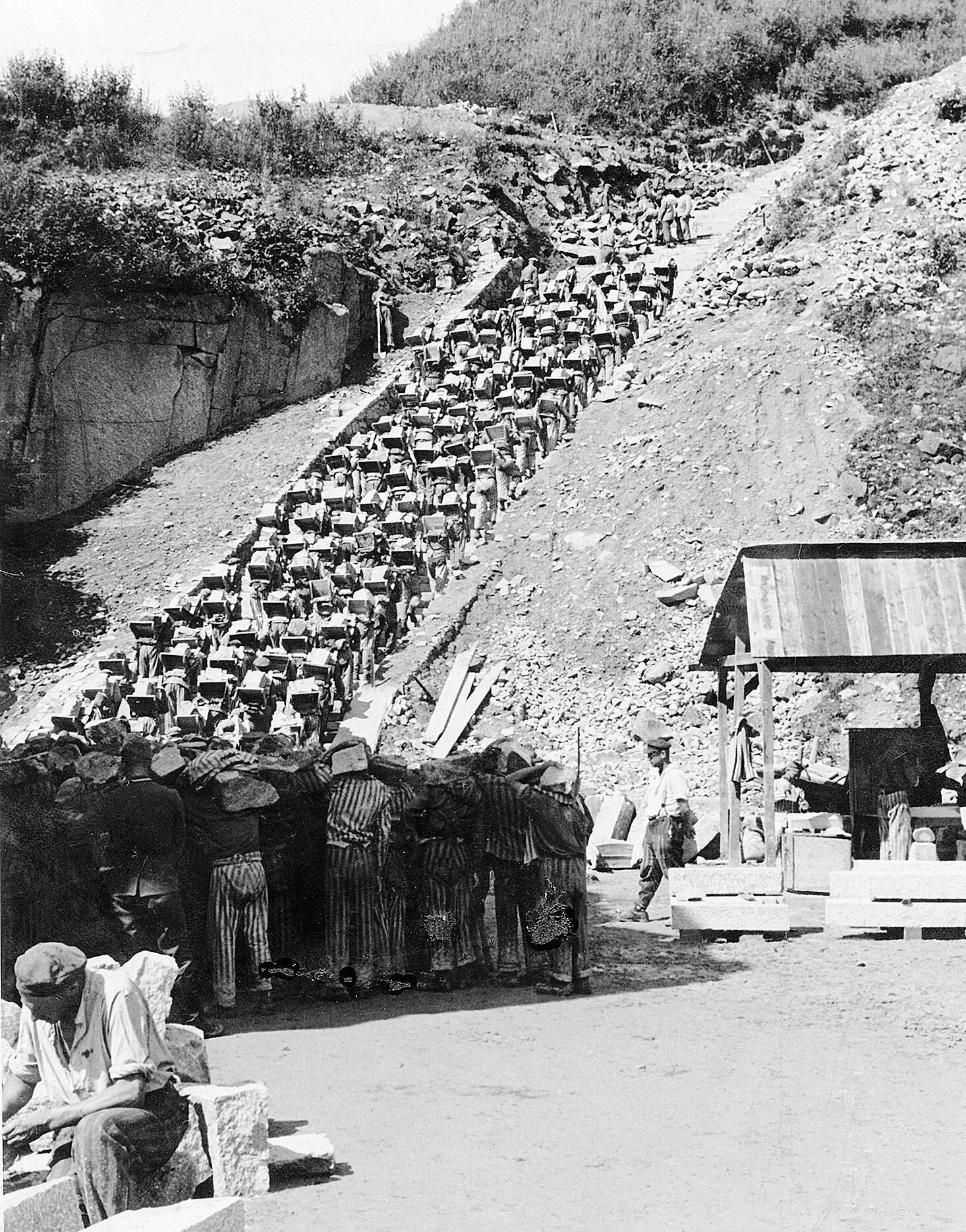
Todesstiege ("Cầu thang của cái chết") tại mỏ đá của trại tập trung Mauthausen ở Thượng Áo. Các tù nhân bị buộc phải mang những tảng đá nặng lên cầu thang. Trong tình trạng suy yếu nghiêm trọng của họ, rất ít tù nhân có thể chịu đựng cường độ lao động quá tải này được lâu dài.

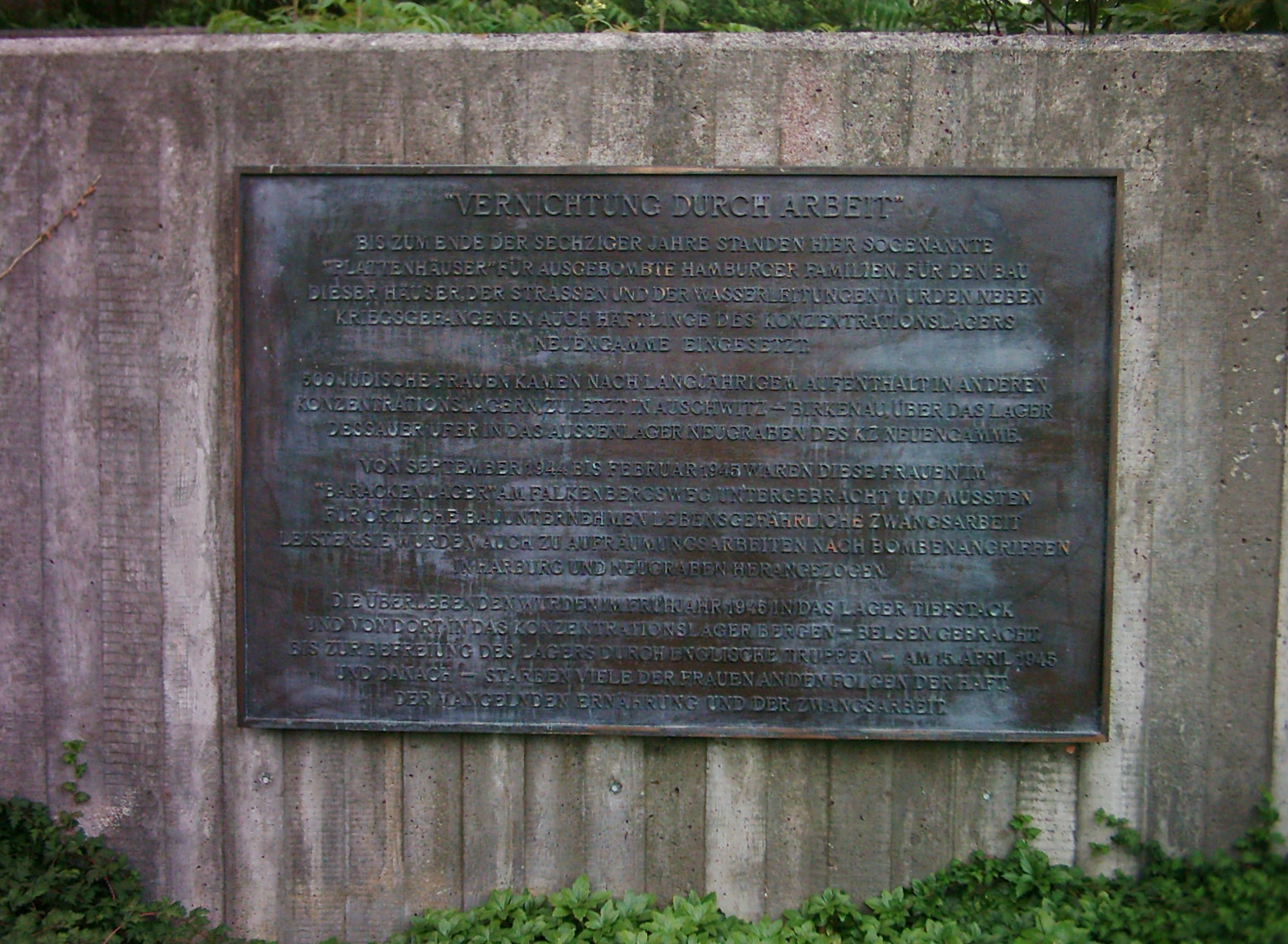
Mảng kỷ niệm ở Hamburg-Neugraben

Hủy diệt thông qua lao động, hành quyết thông qua lao động (hoặc "hủy diệt trong công việc", tiếng Đức: Vernichtung durch Arbeit) là tập tục trong các trại tập trung ở Đức Quốc xã về việc giết dần tù nhân bằng lao động cưỡng bức.

## Thuật ngữ
Thuật ngữ "tiêu diệt thông qua lao động" (Vernichtung durch Arbeit) thường không được sử dụng bởi SS của Đức Quốc xã, nhưng cụm từ này được sử dụng đáng chú ý vào cuối năm 1942 trong các cuộc đàm phán giữa Albert Bormann, Joseph Goebbels, Otto Georg Thierack, và Heinrich Himmler, liên quan đến chuyển tù nhân đến các trại tập trung. Thierack và Goebbels đặc biệt sử dụng thuật ngữ này. Cụm từ này đã được sử dụng một lần nữa trong các tòa án ở Đức sau chiến tranh.
Trong những năm 1980 và 1990, các nhà sử học bắt đầu tranh luận về cách sử dụng thuật ngữ thích hợp. Falk Pingel tin rằng cụm từ này không nên được áp dụng cho tất cả các tù nhân Đức quốc xã, trong khi Hermann Kaienburg và Miroslav Kárný tin rằng "tiêu diệt thông qua lao động" là mục tiêu nhất quán của SS. Gần đây, Jens-Christian Wagner cũng đã lập luận rằng không phải tất cả các tù nhân Đức quốc xã đều bị nhắm mục tiêu hủy diệt.

## Ở nước Đức Quốc xã
Đức Quốc xã đã bức hại nhiều cá nhân vì chủng tộc, khuynh hướng chính trị, khuyết tật, tôn giáo hoặc khuynh hướng tình dục của họ. Các nhóm bị thiệt thòi bởi phần lớn dân số ở Đức bao gồm các gia đình phụ thuộc vào phúc lợi có nhiều trẻ em, bị cáo buộc là người lang thang và tạm thời, cũng như các thành viên của các nhóm vấn đề nhận thức, như người nghiện rượu và gái mại dâm. Trong khi những người này được coi là "máu Đức", họ cũng được phân loại là "những kẻ lạc lõng với xã hội" (Asoziale) cũng như "cuộc sống dằn vặt" thừa thãi (Ballastexistenzen). Chúng đã được các cơ quan dân sự và cảnh sát ghi lại trong danh sách (cũng như đồng tính luyến ái) và chịu vô số hạn chế của nhà nước và các hành động đàn áp, trong đó bao gồm triệt sản bắt buộc và cuối cùng bị giam cầm trong các trại tập trung. Bất cứ ai công khai chống lại chế độ Đức quốc xã (như cộng sản, dân chủ xã hội, dân chủ và những người phản đối có lương tâm) đều bị giam giữ trong các trại tù. Nhiều người trong số họ đã không sống sót qua được sự đày ải.
Trong khi những người khác có thể chuộc lỗi trong mắt Đức quốc xã, thì không có chỗ trong quan điểm thế giới của Hitler đối với người Do Thái, mặc dù Đức đã khuyến khích và hỗ trợ người Do Thái di cư đến Palestine và những nơi khác từ năm 1933 cho đến năm 1941 với các thỏa thuận như Thỏa thuận Haavara, hoặc Kế hoạch Madagascar. Trong cuộc chiến năm 1942, giới lãnh đạo Đức Quốc xã đã tập hợp để thảo luận về cái được gọi là " giải pháp cuối cùng cho câu hỏi của người Do Thái " tại một hội nghị ở Wannsee, Đức. Bảng điểm của tập hợp này cung cấp cho các nhà sử học cái nhìn sâu sắc về suy nghĩ của giới lãnh đạo Đức Quốc xã khi họ nghĩ ra các chi tiết về sự hủy diệt trong tương lai của người Do Thái, bao gồm sử dụng tiêu diệt trong lao động như một thành phần của cái gọi là "Giải pháp cuối cùng".